# Canale degli adduttori
Il canale degli adduttori o di Hunter è l'area della coscia compresa fra i muscoli adduttori che dà passaggio a diversi vasi e nervi dell'arto inferiore, fra cui due rami del nervo femorale (nervo safeno e nervo per il muscolo vasto mediale), la vena femorale comune e l'arteria femorale.

## Disposizione e rapporti
Il canale è visibile solo dopo l'asportazione del muscolo sartorio; attraversa longitudinalmente la coscia seguendo il confine mediale del muscolo vasto mediale: lo si può intendere come un collegamento fra il vertice inferiore del triangolo femorale (prossimalmente) e la fossa poplitea (distalmente). 
Il canale è delimitato lateralmente dal muscolo vasto mediale, medialmente dal muscolo adduttore lungo, il suo pavimento è formato dallo stesso m.adduttore lungo con il contributo del muscolo grande adduttore, superficialmente è coperto dal m.sartorio e dalla fascia femorale.